# Stefan Lundgren (fotograf)
Stefan Lundgren, född 1952, är en svensk fotograf. Han har tillsammans med Olle Carlsson blivit uppmärksammad för sina bilder och reportage från polarområden, särskilt Antarktis (Sydpolen). Hans bok om Antarktis 1990 belönades 1991 med utmärkelsen Årets Pandabok.